# Asphyxia Plain
Koordinaten: 56° 18′ S, 27° 34′ W
Die Asphyxia Plain ist eine niedrige Ebene auf Zavodovski Island im Archipel der Südlichen Sandwichinseln im Südatlantik. Sie dominiert die Landschaft der Insel und beherbergt etwa 1 Mio. Brutpaare des Zügelpinguins. 
Das UK Antarctic Place-Names Committee benannte ihn 2013 in Anlehnung an die ursprüngliche Benennung des Mount Curry, der bis 1975 Mount Asphyxia (von englisch asphyxia ‚Erstickung‘) hieß. Diesen Namen hatte der Berg nach Vermessungen durch die Mannschaft der HMS Protector in den Jahren 1962 und 1964 erhalten. Namensgebend war der Geruch der Vulkangase, die von seinem aktiven Krater ausgehen.